# Postupimská dohoda

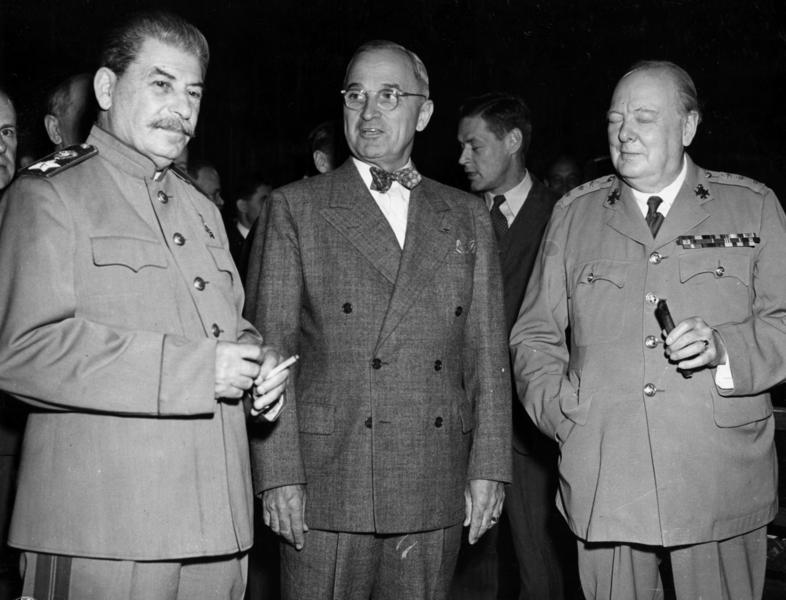
Stalin, Truman a Churchill těsně před zahájením konference

Postupimská dohoda je obvyklý název pro Závěrečný protokol postupimské konference – výsledek posledního jednání Velké trojky na postupimské konferenci, která se konala od 17. července do 2. srpna 1945 v braniborské Postupimi u Berlína. Jednalo se o rozdělení a následné vybudování poničené poválečné Evropy.
Jednání se zúčastnili nejvyšší představitelé vítězné aliance – Josif Vissarionovič Stalin, Harry S. Truman a Winston Churchill, který však 26. července prohrál volby a na zasedání ho vystřídal jeho labouristický nástupce Clement Attlee.
Ve věci již probíhajícího vysídlení Němců z Československa, Polska a Maďarska strany na požadavky Stalina a zemí, v nichž odsun probíhal, uznaly, že bude potřeba Němce z těchto zemí vystěhovat, ale odsun musí probíhat spořádaně a lidsky. Všechny tři země byly vyzvány, aby prozatím pozastavily probíhající vyhošťování, a to z důvodů velkého zatížení okupačních úřadů a dále spravedlivého rozdělení přicházejícího německého obyvatelstva do všech okupačních zón.